# Índice de los rascacielos

El concepto de índice de los rascacielos fue acuñado en 1999 por Andrew Lawrence.

El índice de los rascacielos (en inglés: Skyscraper Index) es un concepto presentado en enero de 1999 por Andrew Lawrence, un analista inmobiliario del Dresdner Kleinwort Wasserstein, que afirmaba que los edificios más altos del mundo se han construido en vísperas de crisis económicas. Los ciclos económicos y la construcción de rascacielos están relacionados de manera que la inversión en rascacielos alcanza su máximo cuando el crecimiento cíclico está agotado y la economía está lista para la recesión. Un modelo de Mark Thornton del índice de los rascacielos consiguió enviar una señal de la crisis financiera de 2008 a principios de agosto de 2007.
Los edificios se pueden completar después del inicio de la recesión o más tarde, cuando otro ciclo impulsa la economía, o incluso ser cancelados como consecuencia de las dificultades económicas. Al contrario que ejemplos anteriores de razonamiento similar («la altura de los rascacielos es un barómetro del crecimiento económico»), Lawrence usó los proyectos de rascacielos como un predictor de la crisis económica en lugar del crecimiento. Estudios estadísticos cuidadosos han demostrado que la altura de los edificios no se puede usar para predecir con exactitud recesiones ni otros aspectos del ciclo económico, pero que el PIB puede predecir la altura de los edificios que se construyen.

## Detalles
Lawrence inició su artículo, titulado The Skyscraper Index: Faulty Towers («El índice de los rascacielos: torres defectuosas»), como una broma, tal y como indica su título, que hace referencia a la serie cómica Fawlty Towers, y basó su índice en una comparación de datos históricos, principalmente de los Estados Unidos. Descartó las estadísticas globales de construcción e inversión, centrándose solo en proyectos de récord. El primer ejemplo notable fue el pánico financiero de 1907. Inmediatamente antes del pánico se pusieron en marcha dos rascacielos que serían el edificio más alto del mundo tras su construcción, el Singer Building y la Metropolitan Life Insurance Company Tower, y se completaron en 1908 y 1909, respectivamente. Met Life siguió siendo el edificio más alto del mundo hasta 1913. Otra cadena de rascacielos más altos del mundo (40 Wall Street, el Edificio Chrysler y el Empire State Building) se empezaron a construir poco antes del crac del 29.
Los siguientes edificios más altos del mundo, el World Trade Center y la Torre Sears, abrieron sus puertas en 1973, durante el crac bursátil de 1973–1974 y la crisis del petróleo de 1973. El último ejemplo disponible para Lawrence, las Torres Petronas, abrieron sus puertas tras el estallido de la crisis financiera asiática y fueron los edificios más altos del mundo durante cinco años. Lawrence atribuyó el fenómeno a la sobreinversión, la especulación y la expansión monetaria, pero no profundizó sobre estas causas. El concepto fue reavivado en 2005, cuando la revista Fortune observó que había cinco corporaciones mediáticas invirtiendo en nuevos rascacielos en Manhattan (aunque ninguno de ellos, ni siquiera el más alto, el New York Times Building, rompió ningún récord).
Este concepto simple e intuitivo, publicitado por la prensa de negocios en 1999, ha sido analizado en el marco de la teoría austriaca del ciclo económico, que a su vez se basa en las teorías del siglo XVIII de Richard Cantillon. Mark Thornton enumeró tres «efectos de Cantillon» que hacen que el índice de los rascacielos sea válido. Primero, la disminución de las tasas de interés al inicio de una fase expansiva impulsa los precios del suelo. En segundo lugar, la disminución de las tasas de interés permite que el tamaño medio de una empresa aumente, creando demanda para mayores espacios de oficinas. Por último, las bajas tasas de interés proporcionan inversión en las tecnologías de construcción que permiten romper los récords previos de altura de edificios. Todos estos tres factores alcanzan su máximo al final de la fase de crecimiento.
Los críticos rechazaron el índice de los rascacielos por ser una herramienta poco fiable: la recesión posterior a la Primera Guerra Mundial, la recesión de 1937 y la recesión de principios de los años ochenta no se caracterizaron por ningún proyecto de rascacielos de récord. La construcción del Woolworth Building (edificio más alto del mundo desde 1913 hasta 1930) precedió a una crisis local de sobreconstrucción en Nueva York entre 1913 y 1915, al mismo tiempo que se produjo un boom constructivo de récord en Chicago. Thornton argumenta que la finalización del Woolworth Building fue seguida por la tercera peor caída trimestral de la historia en el PIB estadounidense, y que por tanto no debería ser considerada una excepción de la regla (como hizo Lawrence).
Las patrones cíclicos inmobiliarios han sido estudiados minuciosamente antes de Lawrence, especialmente por Homer Hoyt en los años treinta. Un análisis de la experiencia de Nueva York y Chicago realizado en 1995 por Carol Willis estimó que históricamente entre dos tercios y tres cuartos de los rascacielos fueron concebidos solo para alquiler; los edificios corporativos con el nombre de sus propietarios, entre los que se encuentran muchos de los edificios más altos del mundo a lo largo de la historia, eran una minoría, y además estos también alquilaban parte de su superficie. Los mercados inmobiliarios especulativos alternan entre dos diferentes patrones de comportamiento.
En épocas normales, cuando el valor de los recursos es predecible, el rendimiento de un proyecto se puede estimar de manera fiable usando fórmulas bien probadas. En épocas de rápido crecimiento, los precios racionales dan paso a un comportamiento irracional de los compradores; los compradores apuestan por una demanda y rentas en constante aumento y quieren pagar más de lo que harían normalmente. Willis dijo que «la altura es un barómetro del crecimiento», y que «los edificios más altos generalmente aparecen antes del final de un boom: su altura es impulsada por la burbuja especulativa que afecta tanto a los promotores como a los prestamistas», afirmando que la principal causa del aumento de la altura de los edificios son los valores del suelo inflados cíclicamente, pero no elevó esta observación a la categoría de «índice».
Un concepto relacionado, el indicador de los rascacielos, fue popularizado por Ralph Nelson Elliott en los años treinta y Edward Dewey en los años cuarenta.
En cierto sentido, esto parece ser una elaboración de la teoría de C. Northcote Parkinson que afirma que solo las organizaciones en decadencia tienen edificios elegantes y bien planificados. Su ejemplo favorito no era ningún rascacielos, sino la ciudad de Nueva Delhi (particularmente la zona conocida actualmente como Lutyens' Delhi), construida poco antes de que la India se independizara del Imperio Británico.
El actual edificio más alto del mundo, el Burj Khalifa, podría unirse a la lista de ejemplos del índice de los rascacielos. En octubre de 2009, la constructora Emaar anunció que había completado el exterior del edificio; en menos de dos meses, el gobierno de Dubái estuvo cerca de impagar sus préstamos. Stephen Bayley de The Daily Telegraph comentó: «por toda la ambición de su construcción, el nuevo Burj Khalifa de Dubái es un monumento espantoso e inútil a la era subprime».

## Test empírico del índice de los rascacielos
Un estudio de Barr, Mizrach y Mundra realizado en 2015 tiene como objetivo ver si hay en realidad alguna correlación entre la altura de los rascacielos construidos y el crecimiento económico. El estudio analiza dos tipos de datos. En primer lugar, analiza las fechas de anuncio y finalización de los edificios más altos del mundo y los picos y valles del ciclo económico de los Estados Unidos, medidos por el National Bureau of Economic Research. Encontraron que no había prácticamente ninguna relación entre la construcción de edificios de récord y el ciclo económico.
En segundo lugar, los autores investigan la relación entre la altura y el crecimiento económico usando las técnicas de series temporales de vectores autorregresivos y tests de cointegración. Investigan la relación entre las series temporales de los edificios más altos completados cada año y el nivel de PIB per cápita de los Estados Unidos, Canadá, China y Hong Kong. Los autores encontraron que las dos series están cointegradas, lo que significa que se mueven juntas con el paso del tiempo. Es decir, los edificios más altos completados cada año en estos países no se alejan sistemáticamente de la renta del país, lo que proporciona evidencia de que, en general, la altura de los rascacielos no se basa fundamentalmente en la competición entre constructores. Finalmente, los métodos de vectores autorregresivos permiten ver si la altura de los rascacielos puede predecir cambios en el producto interior bruto, es decir, si la altura predice recesiones. Los autores encontraron que en realidad la altura no se puede usar para predecir cambios en el PIB. Sin embargo, el PIB sí puede usarse para predecir cambios en la altura. En otras palabras, el estudio descubrió que la altura extrema es impulsada por el rápido crecimiento económico, pero que la altura no se puede usar como indicador de recesiones.